# Arhopaloscelis bifasciatus
Arhopaloscelis bifasciatus är en skalbaggsart som först beskrevs av Ernst Gustav Kraatz 1879.  Arhopaloscelis bifasciatus ingår i släktet Arhopaloscelis och familjen långhorningar. Inga underarter finns listade.